# Chlamydoselachus thomsoni
Espèce
Chlamydoselachus thomsoni est une espèce éteinte de requins du Crétacé supérieur.

## Référence
- (en) Richter & Ward, 1990 : Fish remains from the Santa Marta Formation (Late Cretaceous) of James Ross Island, Antarctica. Antarctic Science, 2-1 p. 67–76.